# درامانوفتسي
درامانوفتسي (بالبلغارية: Драгановци)‏ قرية تقع إدارياً ضمن مقاطعة غابروفو في بلغاريا. ويبلغ عدد سكانها 416 نسمة حسب تعداد 15 مارس 2015. تعتمد درامانوفتسي للبريد على الرمز البريدي 5332.